# Ora säteri

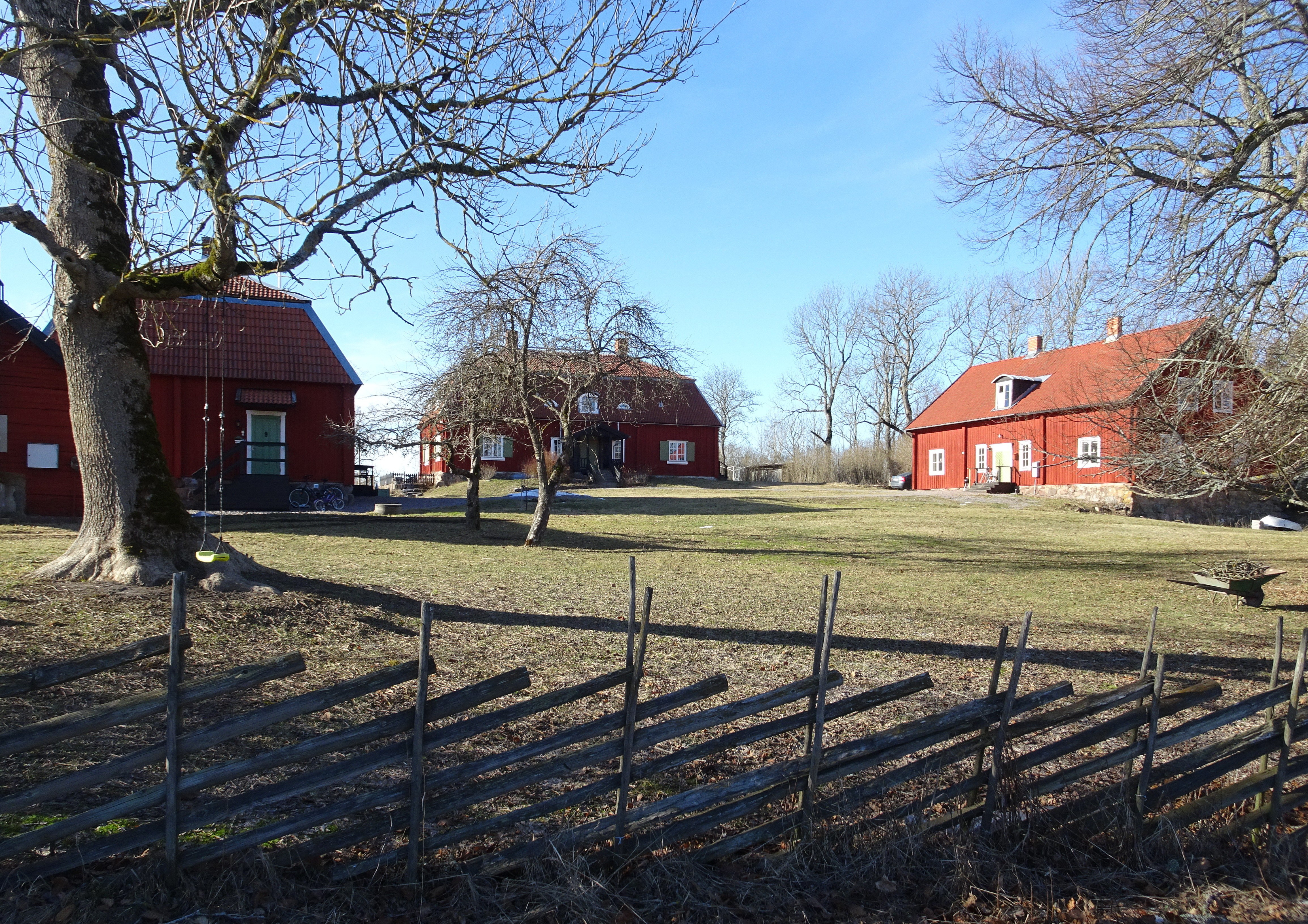
Ora säteri, huvudbyggnad och flyglar.

Ora säteri är en herrgård och ett tidigare säteri i Faringe socken i Uppsala kommun, Uppsala län, ursprungligen Stockholms län.

## Omgivningen och byggnader

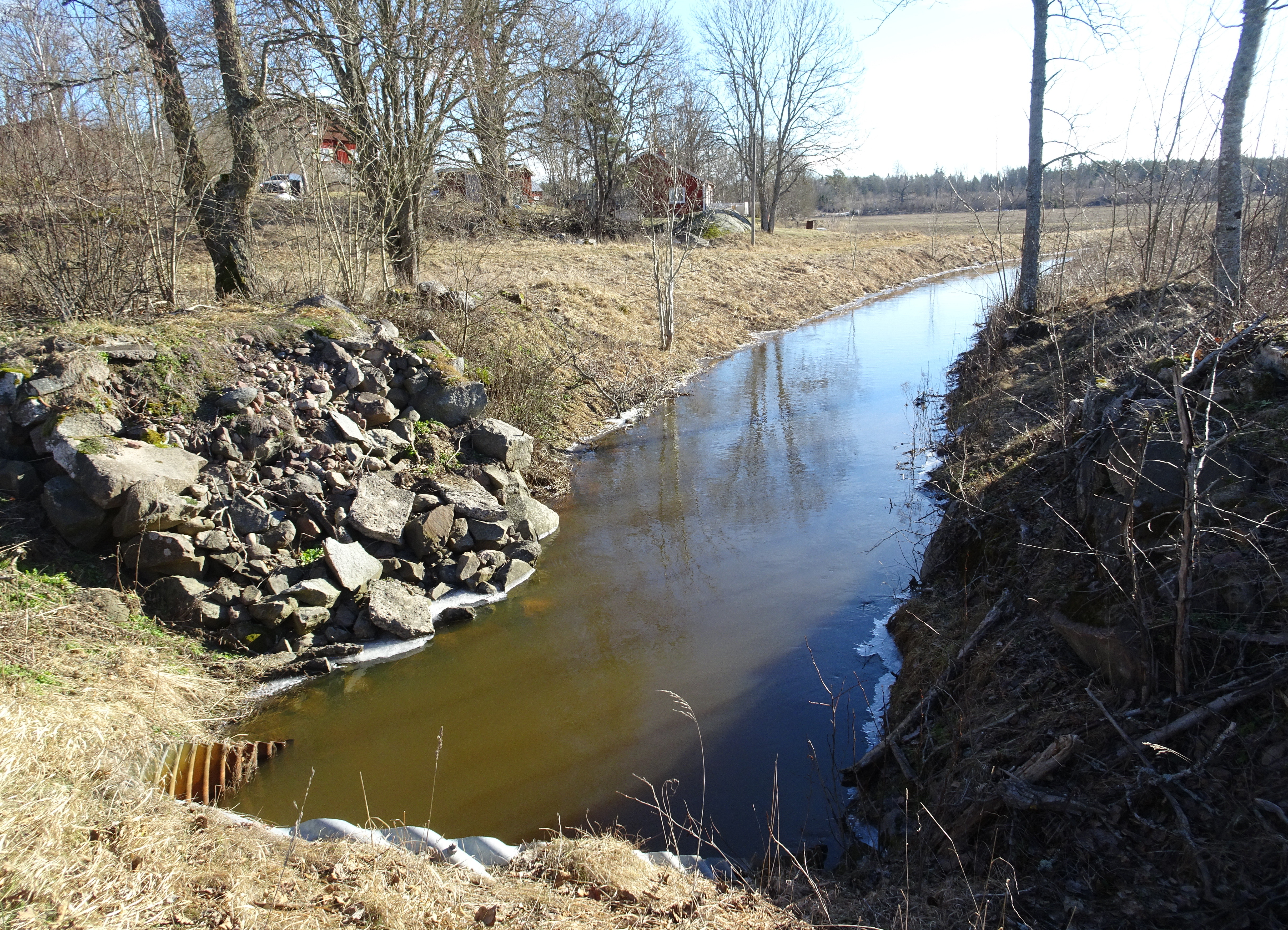
Oraån vid Ora säteri, mars 2019.

Huvudbebyggelsen ligger strax öster om Oraån, som även utgör egendomens västra gräns och tidigare var länsgränsen mellan Stockholms län och Uppsala län. Numera är Oraån reglerad till ett rakt kanalliknande vattendrag. Norr om egendomen ligger Stamsjön där tomtgränsen löper ungefär mitt i sjön. I sydväst ingår en del av Viksjön. Mitt i egendomen återfinns Andsjön. 
Corps de logi är en rödmålad och panelad träbyggnad i en våning under ett tegeltäckt säteritak i senkarolinsk stil och uppförd omkring år 1700. Mot väster och landsvägen avslutas tomten genom en hög stödmur av natursten. Mot öster och trädgården flankeras huvudbyggnaden av två fristående flyglar där den södra med sitt säteritak liknar huvudbyggnadens gestaltning medan den norra har sadeltak och är av senare datum. Sydväst om huvudbebyggelsen ligger gårdens ekonomibyggnader.

## Historik
Ora herregods tillhörde på 1500-talet släkten Månesköld af Seglinge. Enligt en annan uppgift skall Ora med allt frälset har blivit skänkt av kung Johan III till dennes "naturliga" son, en Johan Carlsson, som troligen är identiskt med häradshövdingen Johan Carlsson Månesköld. År 1590 omnämns en "Johan Karlsson till Ora" flera gånger i Stockholms tänkeböcker.
Därefter innehades egendomen av ätterna Silfversparre, Wijnbladh och Breitholtz. Friherre Bernt Wallenstierna utökade egendomen genom köp av flera tomter. 1804 ägdes Ora av Wallenstjernas dotter friherrinnan A.M. von Dankwardt. Egendomen uppgick 1822 till 3 mantal frälsesäteri med sex underliggande torp, bland dem Uggeltorp, Lugnet, Fiskartorp, Långspång och Renshus. Baron Liljencrantz sålde Ora 1845 till lantbrukaren J.C. Törnqvist. Sedan 1988 arrenderas gården av lantbrukaren Thomas Nordman. Han odlar vete, korn, raps och lite vall på 110 hektar odlingsbar mark. Största delen av egendomen täcks av skog.

## Bilder

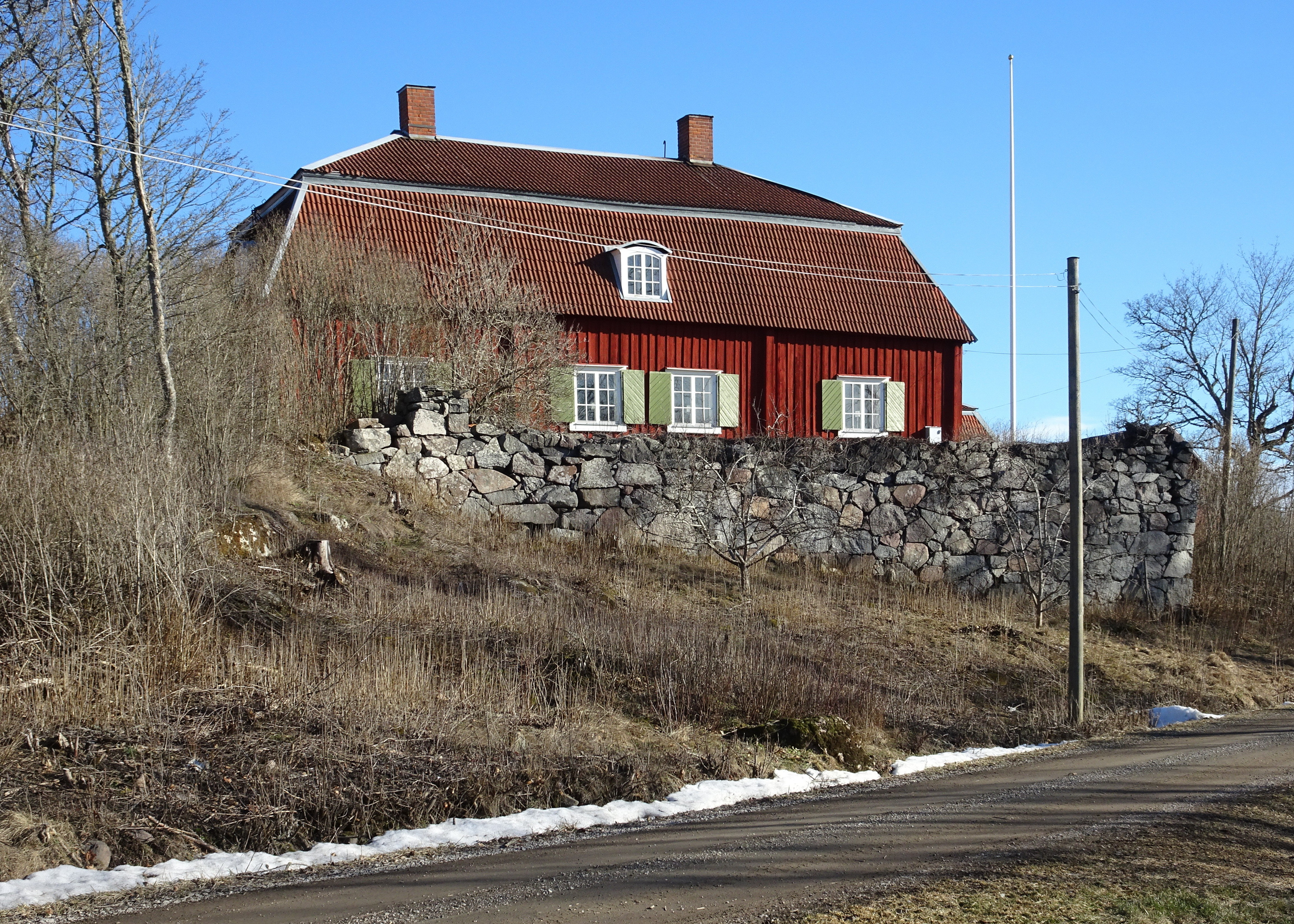
Huvudbyggnaden från landsvägen.
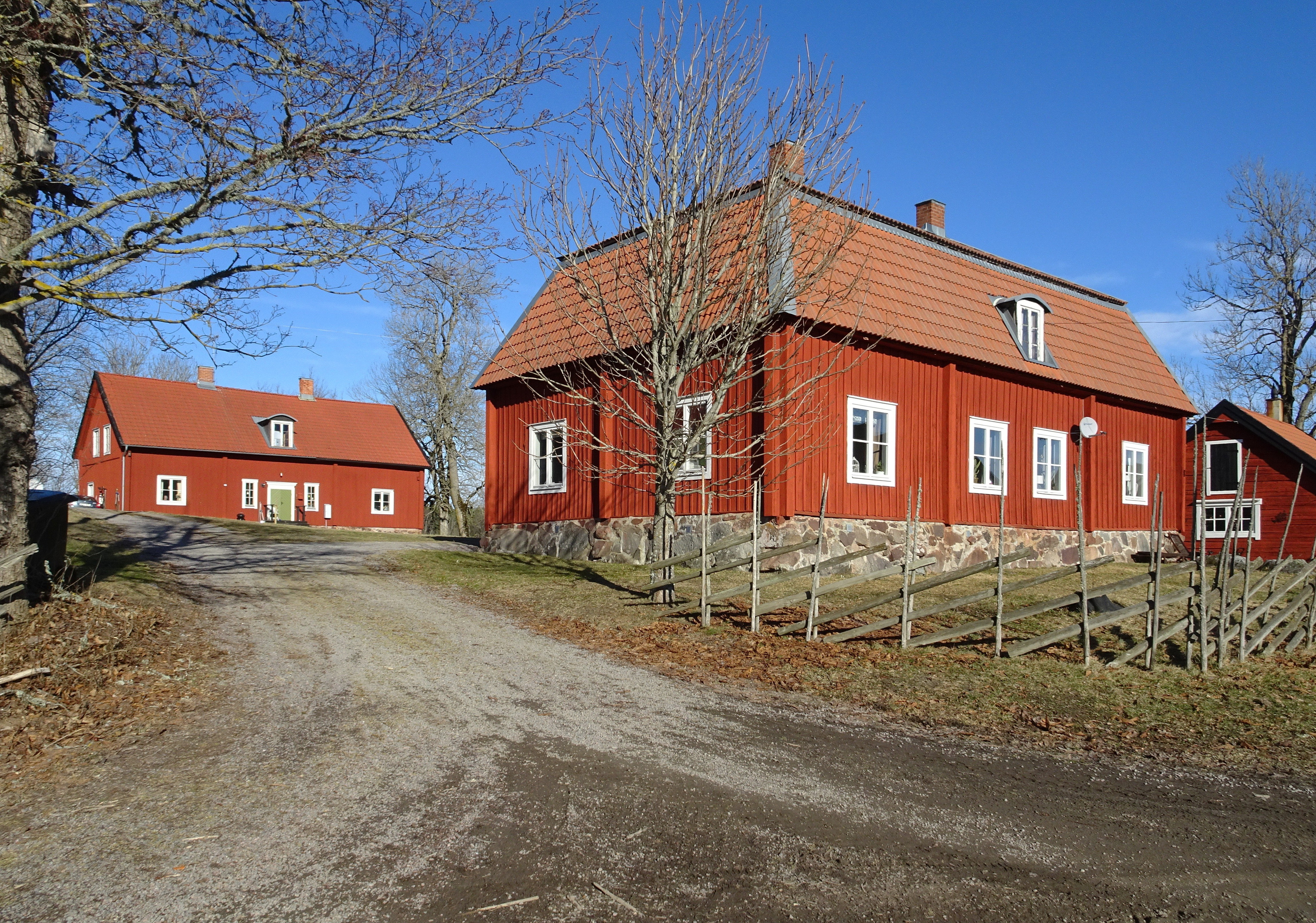
Norra och södra flygeln.
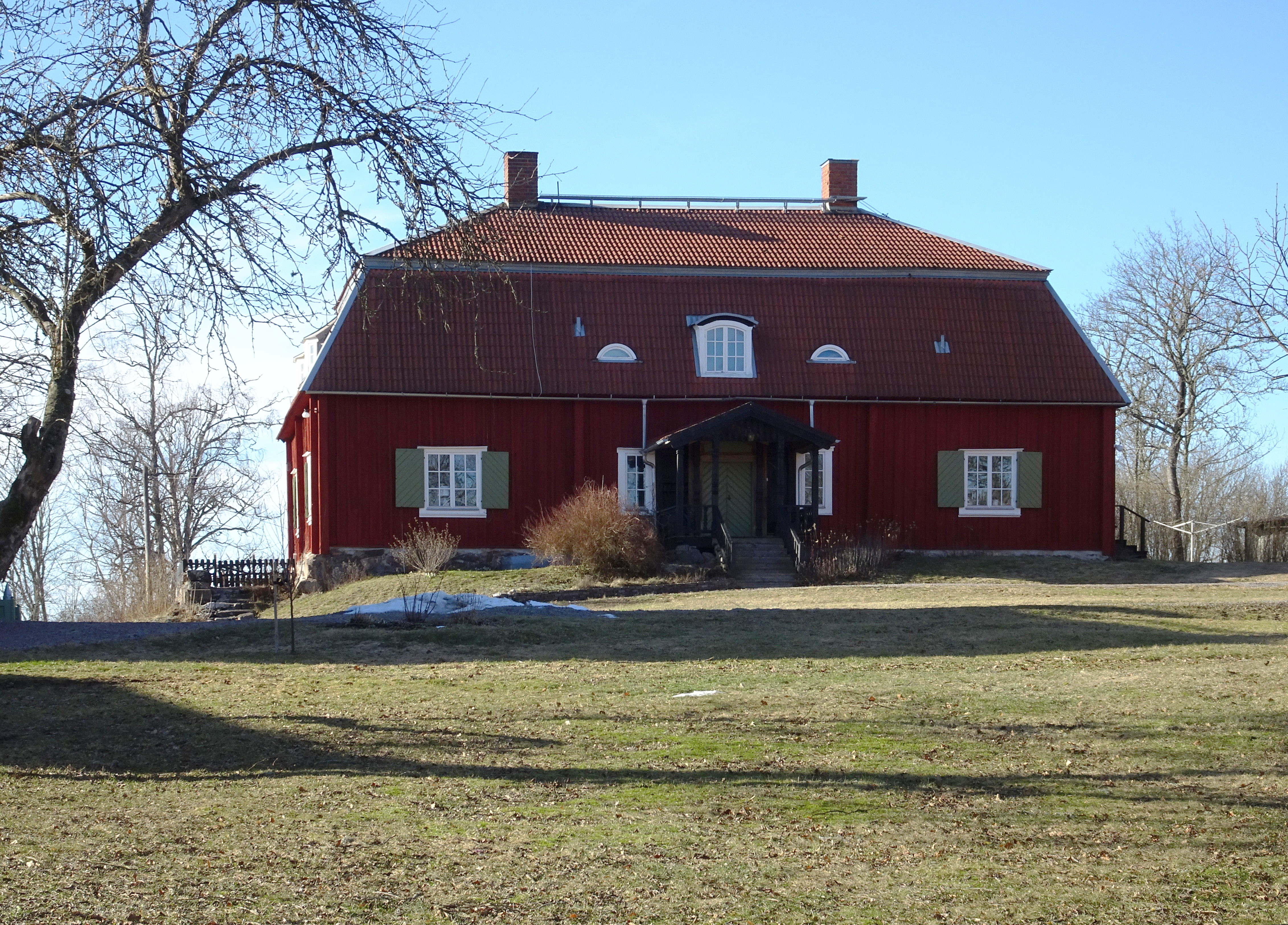
Huvudbyggnaden från öster.
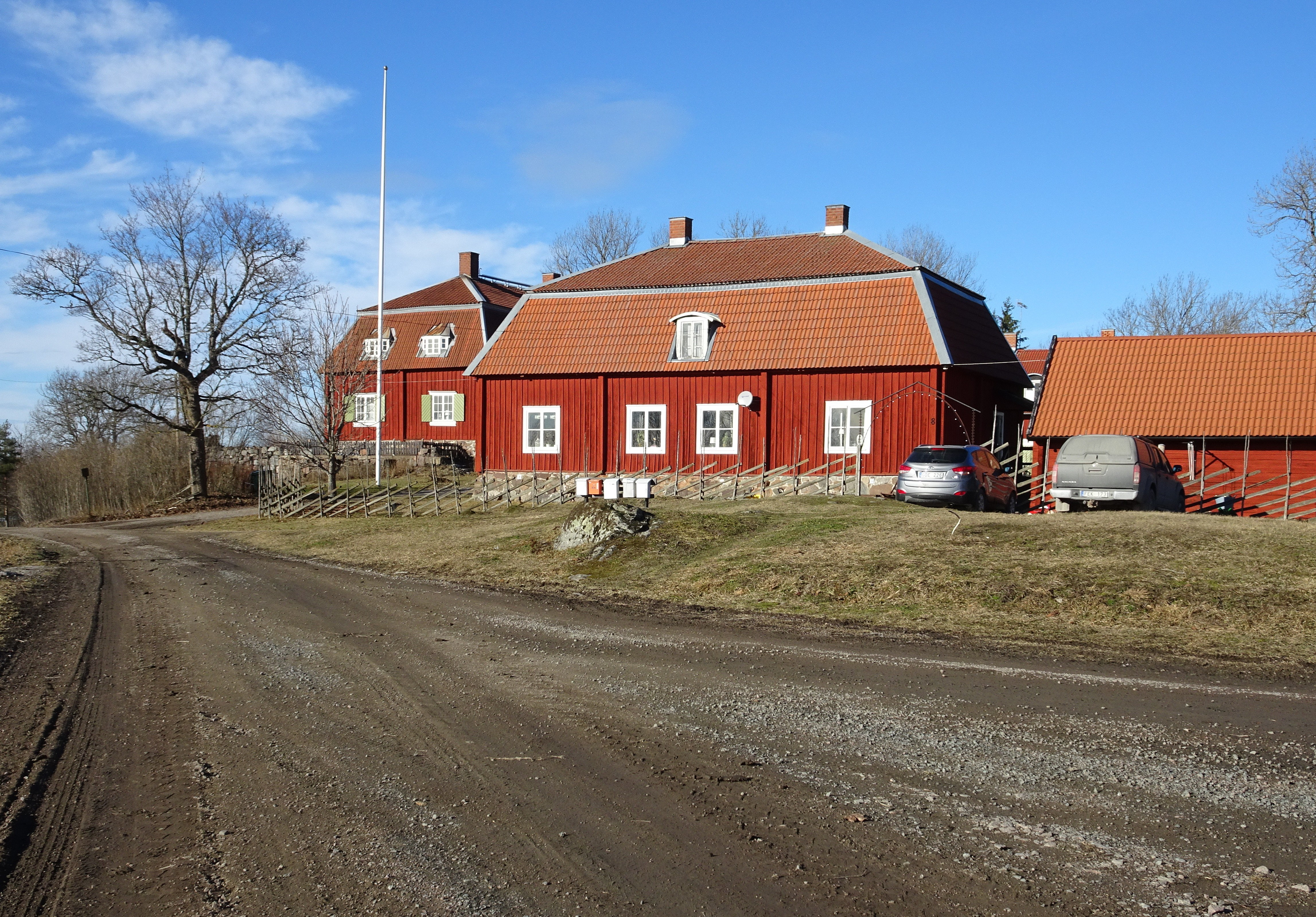
Huvudbebyggelsen från sydväst.
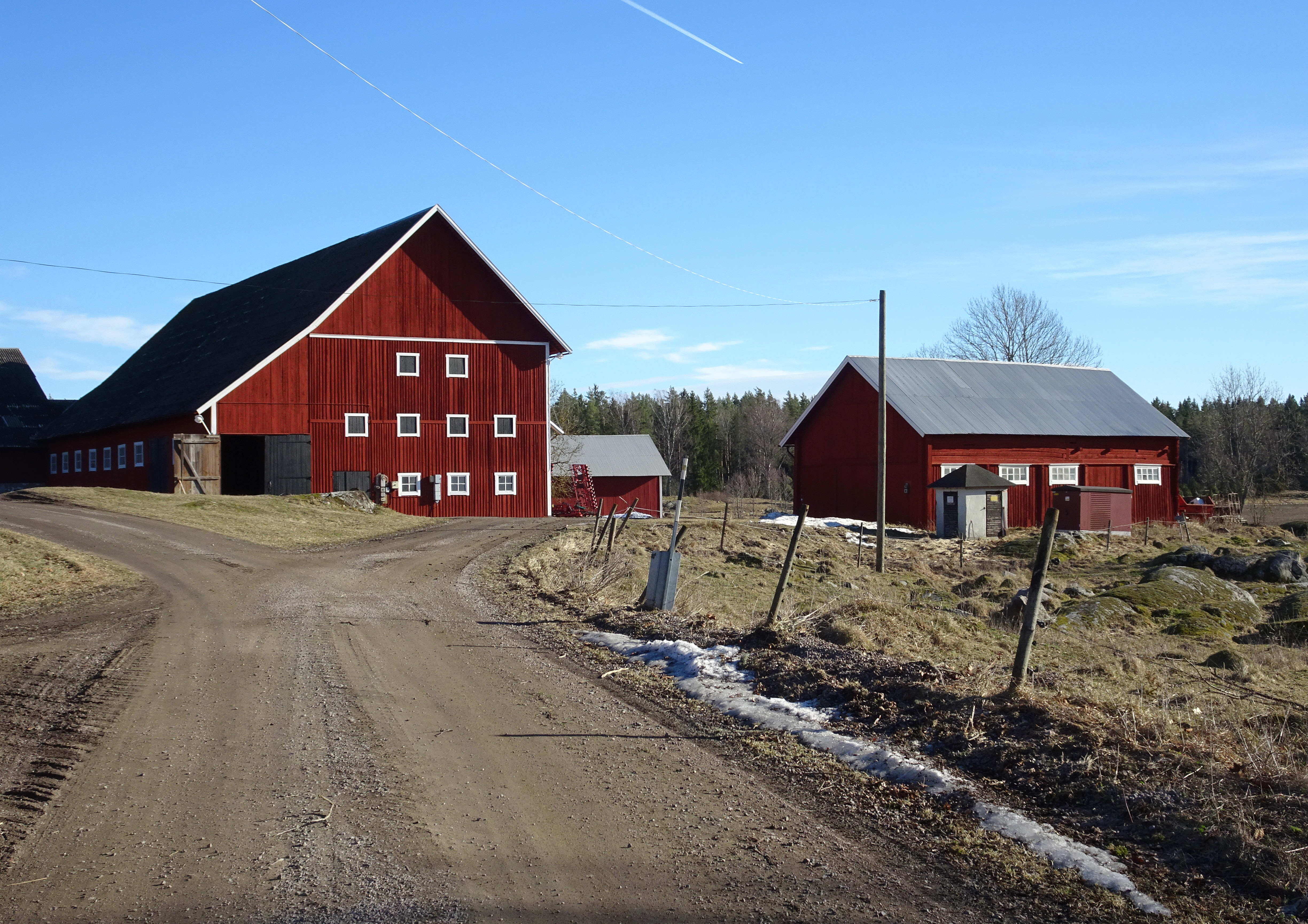
Gårdens ekonomibyggnader.